# سهراب‌کشی
سهراب‌کُشی نمایشنامه‌ای است از بهرام بیضایی از دههٔ ۱۳۷۰ بر اساسِ داستانِ «رستم و سهراب» از شاهنامهٔ فردوسی.

## متن

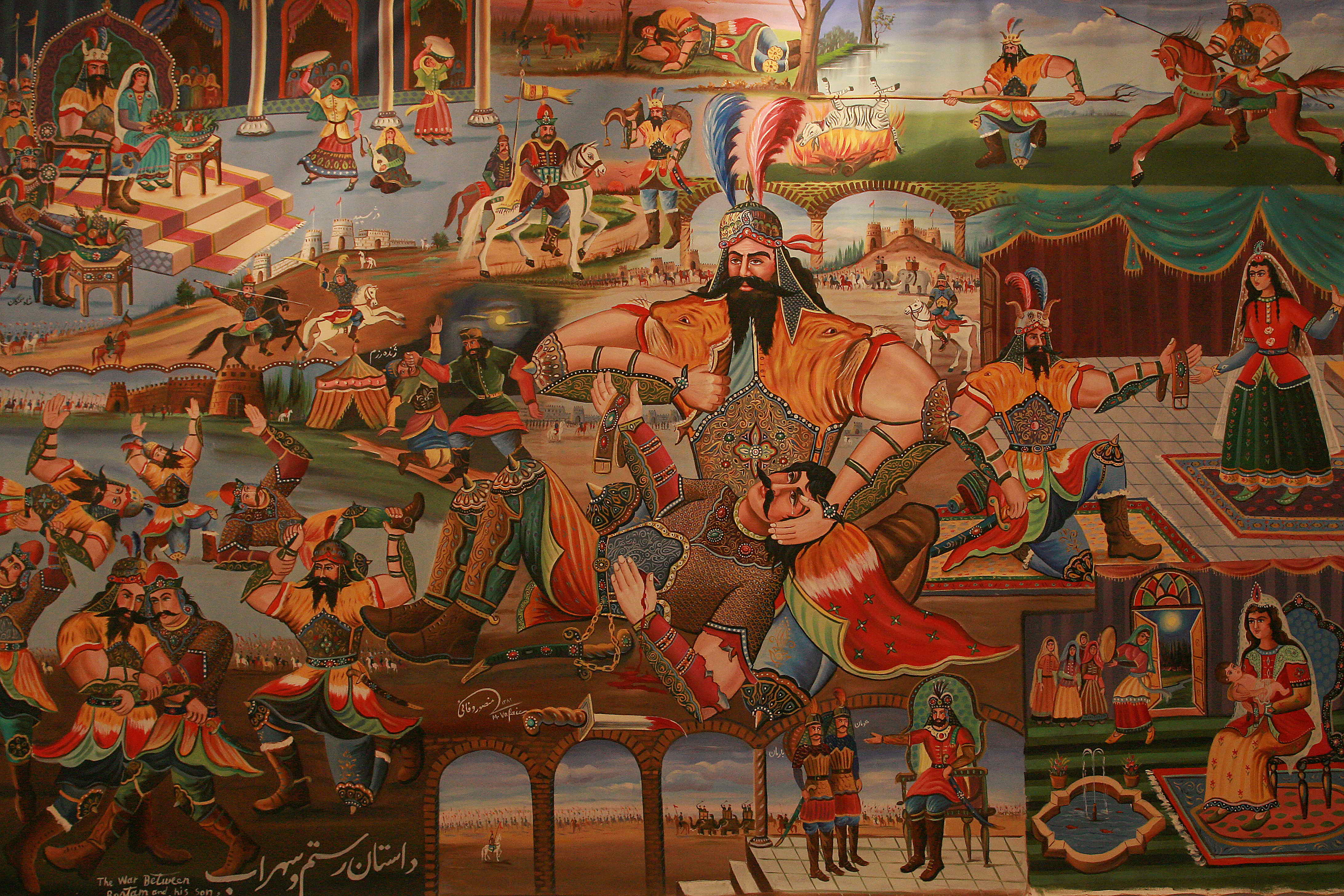
رستم و سهراب در یک پردهٔ قهوه‌خانه از داستانِ رستم و سهراب

نمایشنامه در سال‌های ۱۳۷۳ و ۱۳۷۸ نوشته شد. پیش از چاپش به صورتِ کتاب در ۱۳۸۶ (انتشاراتِ روشنگران و مطالعات زنان) نسخه‌ای پیشین از پاره‌ای از آن زیرِ عنوانِ «پاره‌هایی چند از مویه‌ی تهمینه» در شمارهٔ ۵۷ مجلّهٔ بخارا (زمستانِ ۱۳۸۵) آمد. این کمابیش همان پاره بود که مژده شمسایی در ۵ دیِ ۱۳۸۵ در شبِ بخارای بهرام بیضایی خوانده بود.

## در نظرِ دیگران
اشکان غفّار عدلی سهراب‌کُشی را با افسانهٔ ادیپ سنجیده و پسرکشی در نمایشنامهٔ بیضایی را تمثیلی از شکستِ «تجدّد» برابرِ «سنّت» در ایران دانسته است. بیضایی در یک سخنرانی در ۱۴ مارسِ ۲۰۱۳ در دانشگاهِ استنفورد در پاسخِ پرسشی گفت که این دست تحلیل‌های داستان‌های کهن، که نمونه‌هایی از پیر پائولو پازولینی دارد تا سپس‌تر در ایران، چندان معتبر نیست.

## نمایش
سالِ ۱۳۸۸ بیضایی می‌خواست این نمایشنامه را در تهران به نمایش درآورد، که اجازهٔ دولتی نیافت؛ و این کار دیگر مقدورش نشد.

### توضیحات
1. ↑  مثلاً «اودیپ شهریار و رستم پهلوان» (علی‌اصغر حاج سیّد جوادی، ۱۳۴۵)، تاریخ مذکّر (رضا براهنی، ۱۳۵۱)، «جمهوری اسلامی در پرتو اسطوره‌شناسی ایران» (فریدون هویدا)، «فردوسی، استاد تراژدی» (محمود صناعی)، «ادبیات و مسئله پدران و فرزندان» (عبدالحسین زرّین‌کوب)، تراژدی قدرت در شاهنامه (مصطفی رحیمی). محمود دولت‌آبادی بیانِ معتدل‌تری از این معنی داشته است: «سنت کریه فرزند−جوان‌کشی در هیات رستم و سهراب به خاطر حفظ مقام و قدرت، کشفی است از طینت زشت آدمی که افتخار آن همیشه از آن فردوسی خواهد بود.» (دولت‌آبادی، محمود؛ موسوی، ناهید (خرداد و تیر ۱۳۶۹). «برخوردهای جزمی مورد علاقه من نیست». دنیای سخن (۳۲): ۱۷–۱۹.) موری آنتونی پاتر نیز در مطالعهٔ خود دربارهٔ این مضمونِ افسانه‌ای (Sohrab and Rustem, 1902) تفاوتِ اساسی میانِ مشرق‌زمین و مغرب‌زمین قائل نشده و داستان‌هایی هم از پسرکشی و هم از پدرکشی از هر دو خاستگاه را بررسیده بود. جلال خالقی مطلق سه داستانِ نبردِ پدر و پسر را شبیه‌ترین به داستانِ رستم و سهراب شناخته، که از میانشان دست کم دو تا از مغرب‌زمین است (و در هر دو پدر پسر را می‌کشد). (داستان رستم و سُهراب. ص. ۱۹−۲۰.)

### ارجاعات
1. ↑  بیضایی، «سالشمار زندگی بیضایی»، سیمیا.
2. ↑  غفار عدلی، «حکایت نه چندان قدیمی پدران و پسران»، ۱۱.
3. ↑  –، «اجرای «تاراج‌نامه» و «سهراب‌کشی» بیضایی لغو شد»، ۱۲.
4. ↑  «جنبش راه سبز - کناره‌گیری اعتراض‌آمیز بهرام بیضایی و محمد چرمشیر از جشنواره تئاتر فجر». بایگانی‌شده از اصلی در ۹ نوامبر ۲۰۱۱. دریافت‌شده در ۸ مارس ۲۰۱۰.